# Evangelisches Krankenhaus Wesel
Das Evangelische Krankenhaus Wesel (EVK Wesel) in Wesel ist ein freigemeinnütziges Krankenhaus mit 356 Planbetten in 10 Fachabteilungen und gehört zum Gesundheitscampus Wesel.

## Geschichte

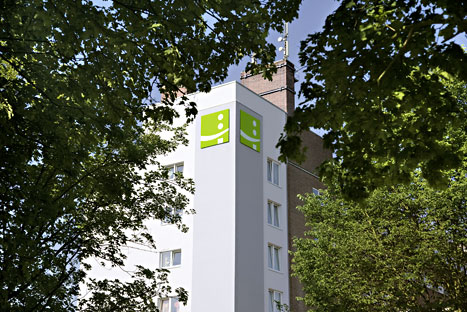
OP-Aufzug des EVK Wesel

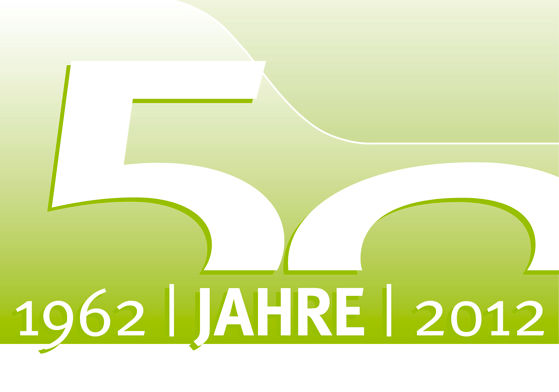
Jubiläum 50 Jahre Evangelisches Krankenhaus Wesel (1962 bis 2012)

Am 3. September 1956 wurde die Gesellschaft Evangelisches Krankenhaus Wesel gegründet. Gesellschafter waren die damals 15, heute neun Kirchengemeinden des Kirchenkreises Wesel. Ziel, Zweck und Aufgabe dieser neu gegründeten Gesellschaft war einzig Bau und Betrieb eines Krankenhauses.
Für den Neubau stellte die Stadt Wesel ein 7 ha großes Grundstück zwischen Schermbecker Landstraße, Aaper Weg und Kiek in den Busch zur Verfügung. Im Herbst 1959 begann der 1. Bauabschnitt. Eröffnungstag für das 190 Betten-Haus mit Krankenpflegeschule war der 2. Mai 1962. Allgemeine wirtschaftliche Probleme der 60er Jahre verzögerten den 2. Bauabschnitt. Nachdem seine Finanzierung gesichert war, konnte er 1973 begonnen und im Frühjahr 1979 vollendet werden.

## Struktur
In den letzten 50 Jahren entwickelte sich die Einrichtung zu einem umfassenden Gesundheitsdienstleistungszentrum. Zur Evangelischen Krankenhaus GmbH gehören das Krankenhaus, Altenpflegeeinrichtung Haus Kiek in den Busch und Christophorus-Haus, ambulanter Pflegedienst Diakoniestation Niederrhein und e.Vita – ambulante Palliativpflege sowie SAPV (Spezialisierte Ambulante Palliativversorgung), Strahlentherapie Wesel, Visalis-Therapiezentrum und Ärztehaus Visalis und das Medizinische Versorgungszentrum.
Das Krankenhaus verfügt über folgende Fachabteilungen:
- Anästhesie und Intensivmedizin
- Allgemeinchirurgie, Visceralchirurgie / zertifiziertes Darmzentrum Wesel
- Gynäkologie und Senologie
- Orthopädie und Unfallchirurgie
- Innere Medizin – Kardiologie und Nephrologie
- Innere Medizin – Gastroenterologie und Hämatologie und Onkologie
- Neurologie und klinische Neurophysiologie – zertifizierte Stroke-Unit
- Senologie und Ästhetische Chirurgie mit dem zertifizieren Brust- und Brustkrebszentrum Wesel
- Palliativmedizin